# Lindernia rotundata
Lindernia rotundata är en tvåhjärtbladig växtart som först beskrevs av Pilg., och fick sitt nu gällande namn av Eb. Fischer. Lindernia rotundata ingår i släktet Lindernia och familjen Linderniaceae. Inga underarter finns listade i Catalogue of Life.